# Татарское Ходяшево
Тата́рское Ходя́шево (тат. Татар Тау Иле) — село в Пестречинском районе Республики Татарстан, административный центр Татарско-Ходяшевского сельского поселения.

## География
Село находится на реке Нурминка, в 15 км к северо-востоку от районного центра, села Пестрецы. Через село проходит автомобильная дорога регионального значения 16К-1332 «Казань — Шемордан».

## История
В писцовой книге И. Болтина 1603 года указывается около деревни Бимерь Тавелева Зюрейской дороги старинное татарское кладбище, что говорит о существовании селения во времена Казанского ханства.
Село известно с 1602–1603 годов как деревня Бимер Тавелева. В дореволюционных источниках упоминается также как Тавели-Ходяшево. 
В XVIII — первой половине XIX веков жители относились к категории государственных крестьян. Занимались земледелием, разведением скота, мукомольным промыслом, торговлей.
В начале XX века здесь функционировали мечеть, медресе, 2 крупообдирки, водяная мельница, воскотопня, 5 мелочных лавок. В этот период земельный надел сельской общины составлял 1705 десятин. До 1920 года село входило в Селенгушскую волость Лаишевского уезда Казанской губернии. С 1920 года в составе Лаишевского, с 1927 года — Арского кантонов ТАССР. С 10 августа 1930 года в Пестречинском районе.

## Население
| 1782 | 1859 | 1897 | 1908 | 1920 | 1926 | 1949 | 1958 | 1970 | 1979 | 1989 | 2002 | 2008 | 2010 |
| ---- | ---- | ---- | ---- | ---- | ---- | ---- | ---- | ---- | ---- | ---- | ---- | ---- | ---- |
| 87   | 782  | 1166 | 1356 | 1407 | 1134 | 921  | 698  | 688  | 629  | 574  | 578  | 555  | 545  |

Национальный состав села: татары.

## Экономика
Жители занимаются полеводством, молочным скотоводством, свиноводством.

## Объекты образования и культуры
В селе действуют средняя школа, дом культуры, библиотека.

## Религиозные объекты
Мечеть.